# Fred Zollner
Fred Zollner (* 22. Januar 1901 in Fergus Falls, Minnesota; † 21. Juni 1982 in North Miami, Florida) war US-amerikanischer Eigentümer der Fort Wayne Zollner Pistons (heute Detroit Pistons) in der National Basketball League (NBL).

## Biografie
Fred Zollner wurde im Jahr 1901 in Fergus Falls, einer kleinen Stadt mit 13.000 Einwohnern, geboren. Er besuchte die Central High School in Duluth (Minnesota). Im Jahr 1927 erhielt er von der University of Minnesota seinen Abschluss.
In den darauffolgenden Jahren wurde Zollner der Besitzer von Zollner Machine Works, die Kolben (dt. für pistons) als Zulieferer für General Motors herstellte. Im Jahr 1941 gründete Zollner die Basketball-Mannschaft Ford Wayne Zollner Pistons in Fort Wayne, Indiana. Die Zollner Pistons spielten erfolgreich in der National Basketball League (kurz: NBL) und konnten in der NBL zwei Titel holen (1943/44 und 1944/45) holen. Zwischen 1944 und 1946 gewannen die Pistons dreimal in Folge das World Professional Basketball Tournament. In der Saison 1948/49 nahmen die Fort Wayne Pistons an der Meisterschaft der Basketball Association of America (kurz BAA) teil. Die Fort Wayne Pistons spielten weiterhin erfolgreich in der National Basketball Association (NBA) und schafften es zweimal in die Finals (1954/55 und 1955/56).
Im Jahr 1952 führte Zollner als erster einen Team-Flugzeug (DC-3 Airplane) ein, dass die Mannschaft zu den Basketball-Spielen transportierte. Zuvor war Zollner auch einer der ersten Besitzer, die einen Vertrag mit einem Afro-Amerikanischen Spieler unterschrieben.
Im Jahr 1957 benannten sich die Fort Wayne Pistons in „Detroit Pistons“ um und spielten ab sofort in der 37.000 Quadratmeter großen Cobo-Hall in Detroit. 1974 verkauft Zollner seine Mannschaft für 35 Millionen Dollar an Bill Davidson, dem späteren Vorsitzenden von Guardian Industries Corp. Ein Jahr darauf wurde Zollner beim „Silver Anniversary NBA All-Star Game“ von der NBA zum „Mr. Pro Basketball“ erklärt.
Zollner zählte in den 1940er Jahren zu den Fördern der BAA und NBA. Er half der Liga finanziell und stellte Transportmittel sowie Personal zur Verfügung. Außerdem war er an wichtigen Regeländerungen (z. B. die 24-Sekunden-Uhr oder die Six-Foul-Regel) beteiligt.
Am 1. Oktober 1999 wurde Zollner in die Naismith Memorial Basketball Hall of Fame aufgenommen.